# Суперінтегровна гамільтонова система
Суперінтегровна гамільтонова система — це гамільтонова система на {\displaystyle 2n}-мірному симплектичному многовиді {\displaystyle Z}, для якого виконуються наступні умови: (i) Існують {\displaystyle n<k+1} незалежних інтегралів руху {\displaystyle F_{i}}. Їх поверхні рівня (інваріантні підмноговиди) утворюють розшарований многовид {\displaystyle F:Z\to N=F(Z)} над зв'язаною відкритою підмножиною {\displaystyle N\subset \mathbb {R} ^{k}}.
(ii) Існують гладкі дійсні функції {\displaystyle s_{ij}} на {\displaystyle N}, такі що дужки Пуассона інтегралів руху мають вигляд
{\displaystyle \{F_{i},F_{j}\}=s_{ij}\circ F}.
(iii) Матриця {\displaystyle s_{ij}} має сталий коранг {\displaystyle m=2n-k} на {\displaystyle N}.
Якщо {\displaystyle k=n}, то це — випадок цілком інтегровної гамільтонової системи. Теорема Міщенко — Фоменко для суперінтегровних гамільтонових систем наступним чином узагальнює теорему Ліувілля — Арнольда про змінні дія — кут.
Нехай інваріантні підмноговиди суперінтегровної гамільтонової системи зв'язані, компактні і взаємодифеоморфні. Тоді розшарований многовид {\displaystyle F} є локальним тривіальним розшаруванням на тори {\displaystyle T^{m}}. Для даного його шару {\displaystyle M} існує його відкритий окіл {\displaystyle U}, що є тривіальним розшаруванням, наділеним пошаровими узагальненими координатами дія — кут {\displaystyle (I_{A},p_{i},q^{i},\phi ^{A})},
{\displaystyle A=1,\ldots ,m}, {\displaystyle i=1,\ldots ,n-m}, такими що {\displaystyle (\phi ^{A})} — координати на {\displaystyle T^{m}}. Ці координати є канонічними координатами на симплектичному многовиді {\displaystyle U}. При цьому гамильтониан суперінтегровної системи залежить тільки від змінних дії {\displaystyle I_{A}}, що є функціями Казимира коіндукованої пуассонової структури на {\displaystyle F(U)}.
Теорема Ліувілля — Арнольда для цілком інтегровних систем і теорема Міщенко — Фоменко для суперінтегровних систем були узагальнені на випадок некомпактних інваріантних підмноговидів. Вони дифеоморфні тороїдальним циліндрам {\displaystyle T^{m-r}\times \mathbb {R} ^{r}}.